# Woodlawn Cemetery
Il Woodlawn Cemetery è uno dei più grandi cimiteri di New York ed è classificato dal 2011 come National Historic Landmark.
Situato nel Bronx è stato inaugurato nel 1863, durante la guerra di Secessione in un'area rurale che fu annessa alla città di New York nel 1874.
Il cimitero occupa un'area di circa 160 ettari su un terreno collinoso, i suoi viali alberati conducono a monumenti funebri creati da architetti celebri come: Herman Melville, McKim, Mead & White, John Russell Pope, James Gamble Rogers, Cass Gilbert, Carrère and Hastings, Edwin Lutyens, Beatrix Jones Farrand e John La Farge.
Numerose sono le persone importanti sepolte nel cimitero, tra le quali il presidente della Corte Suprema degli Stati Uniti Charles Evans Hughes; le attrici Cicely Tyson, Diahann Carroll; l'aviatrice e sceneggiatrice Harriet Quimby, l'attore, drammaturgo e produttore George M. Cohan; il gangster Bumpy Johnson; la giornalista Nellie Bly; il poeta di colore Countee Cullen; lo scrittore Clarence Day; lo scrittore e giornalista Damon Runyon; lo scrittore E. L. Doctorow; il poeta, narratore e critico letterario Herman Melville; la poetessa, scrittrice e giornalista Dorothy Parker; i musicisti Irving Berlin, Miles Davis, Felix Pappalardi, Duke Ellington, W. C. Handy, Fritz Kreisler, Pigmeat Markham, King Oliver, Max Roach, Ornette Coleman; le cantanti Celia Cruz, Florence Mills; il regista Otto Preminger; gli illusionisti marito e moglie Alexander e Adelaide Herrmann; il pistolero Bat Masterson; l'imprenditrice Madam C. J. Walker, considerata la prima donna a diventare milionaria senza alcun aiuto, e tanti altri.
Il cimitero compare nel film C'era una volta in America quando il protagonista Noodles (Robert De Niro) va a visitare le tombe dei suoi vecchi amici.